# Marine Corps Recruit Depot Parris Island
Le Marine Corps Recruit Depot Parris Island (MCRDPI), basé à Parris Island, Caroline du Sud, est un régiment de formation du Marine Corps des États-Unis. Il est composé de quatre bataillons de formation des recrues: 1er, 2e, 3e et 3e ainsi que d'unités de recrutement et de support. Il est chargé de la formation de toutes les recrues masculines qui s'engagent dans le Corps des Marines à l'est du Mississippi ainsi que toutes les recrues féminines du pays.

## Histoire
Les deux premières compagnie de dépôt des recrues de Parris Island sont créées en 1911 au sein de l'école d'officier des Marines présente sur place. Après un passage de quatre années à Norfolk, le centre de formation à Port Royal le 25 octobre 1915. 
Pendant la Première Guerre Mondiale le centre forme de nombreux Marines pour aller combattre en Europe. La Grande Dépression diminue un peu les flux des nouvelles recrues, mais le centre ouvre d'autres divisions : formation avancée des Marines, formation des musiques militaires, etc. Pendant la Seconde Guerre mondiale, le centre accueille les premières femmes réservistes du corps qui y sont formées. En 1949, Le centre crée un "peloton féminin" à la suite de l'ouverture du corps d'active aux femmes. C'est aussi cette année que les Afro-Américains, auparavant formés à Montfort Point, près de camp Lejeune[pas clair].
Comme pour le MCRDSD, les années 1950 à 1970 voient un accroissement du nombre de recrues pour faire face aux guerres de Corée puis du Vietnam.
Le 1er avril 1976, le centre prend le nom de Marine Corps Recruit Depot/Eastern Recruiting Region, Parris Island, S.C..

## Organisation
L'unité, chargée du recrutement et de la formation se divise en plusieurs entités:
- bataillon de quartier général
- fanfare des Marines de San Diego
- bataillon de formation au tir et au service en campagne
- Régiment de formation avec 1 bataillon support et 4 bataillons de formation (dont le 4e bataillon qui forme les femmes)

## Programme de formation
La formation des recrues comprend un processus de treize semaines au cours duquel la recrue est coupée du monde civil et doit s'adapter au mode de vie du Marine Corps. Au cours de la formation, les instructeurs forment des recrues dans une grande variété de sujets, y compris la formation aux armes, le programme d'arts martiaux du Marine Corps, l'hygiène personnelle et la propreté, les exercices de défilé et l'histoire du Marine Corps. La formation met l'accent sur la forme physique et les recrues doivent atteindre un niveau minimum de condition physique pour obtenir leur diplôme en réussissant un test de condition physique. Les recrues doivent également satisfaire à des qualifications minimales de natation axée sur le combat, se qualifier au tir au fusil avec le fusil de service M16A4 et réussir un exercice de combat simulé de 54 heures appelé «Le creuset». Contrairement à la formation à Parris Island, les recrues doivent quitter le dépôt pour effectuer une formation sur le terrain. Trois semaines de la formation se passent à Edson Range dans le Marine Corps Base Camp Pendleton, où les recrues utilisent le champ de tir, effectuent une formation sur le terrain et participent au creuset. À la fin, les recrues retournent au MCRD de San Diego pour obtenir leur diplôme. 

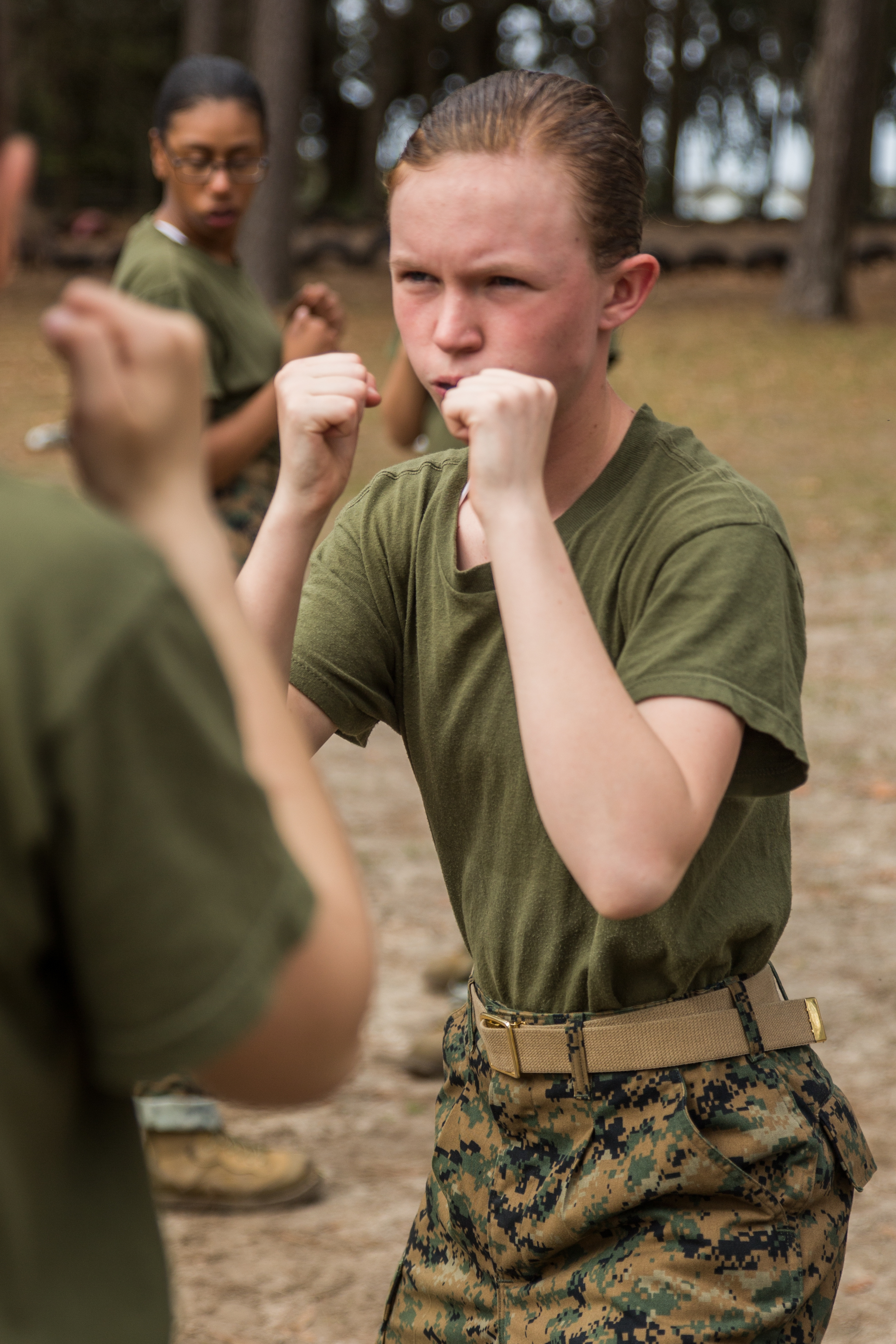
USMC Recruit in training at MCRDPI 2016
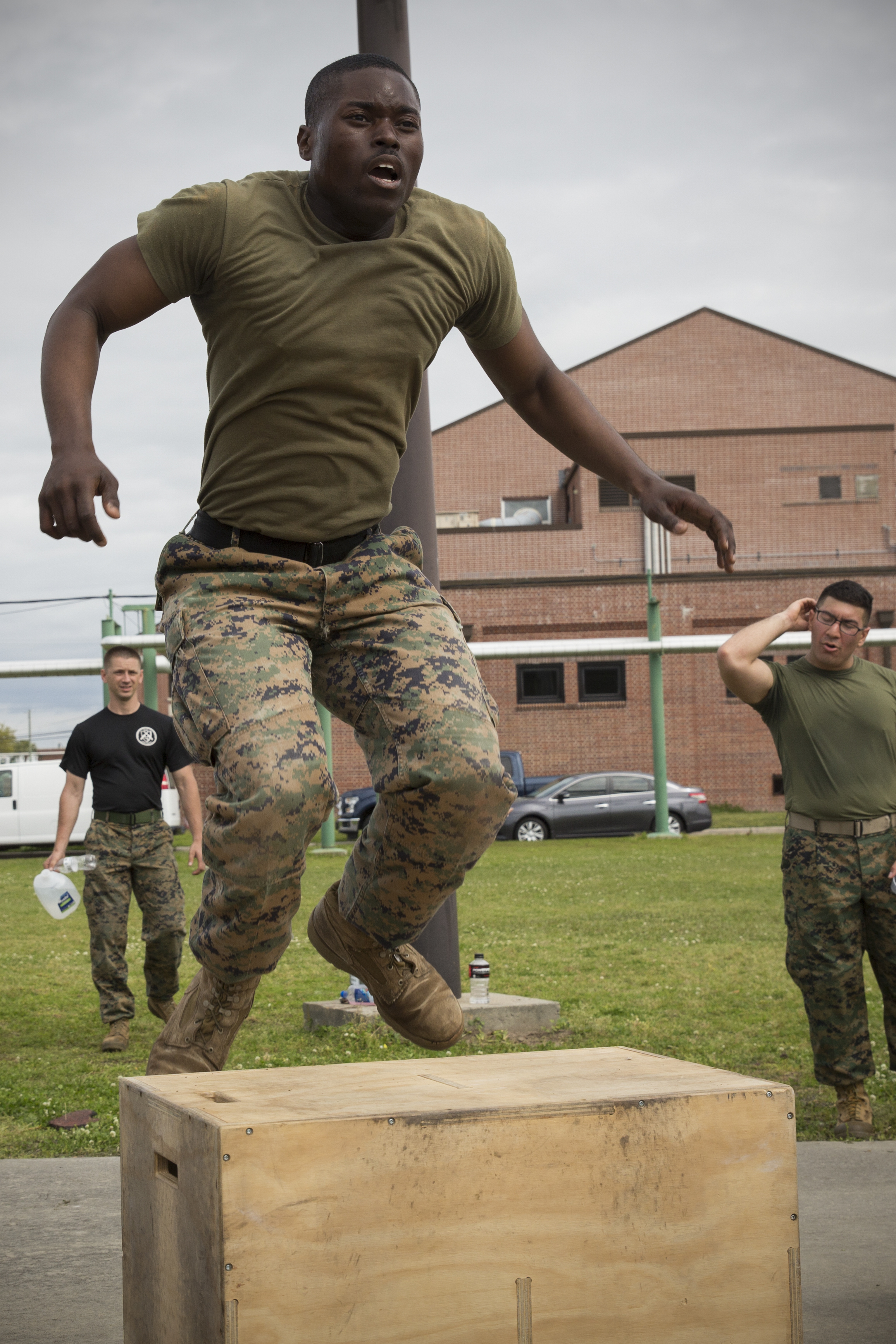
USMC Sgt. does box jumps during the Commanding General's Fitness Cup Challenge at MCRDPI 2016
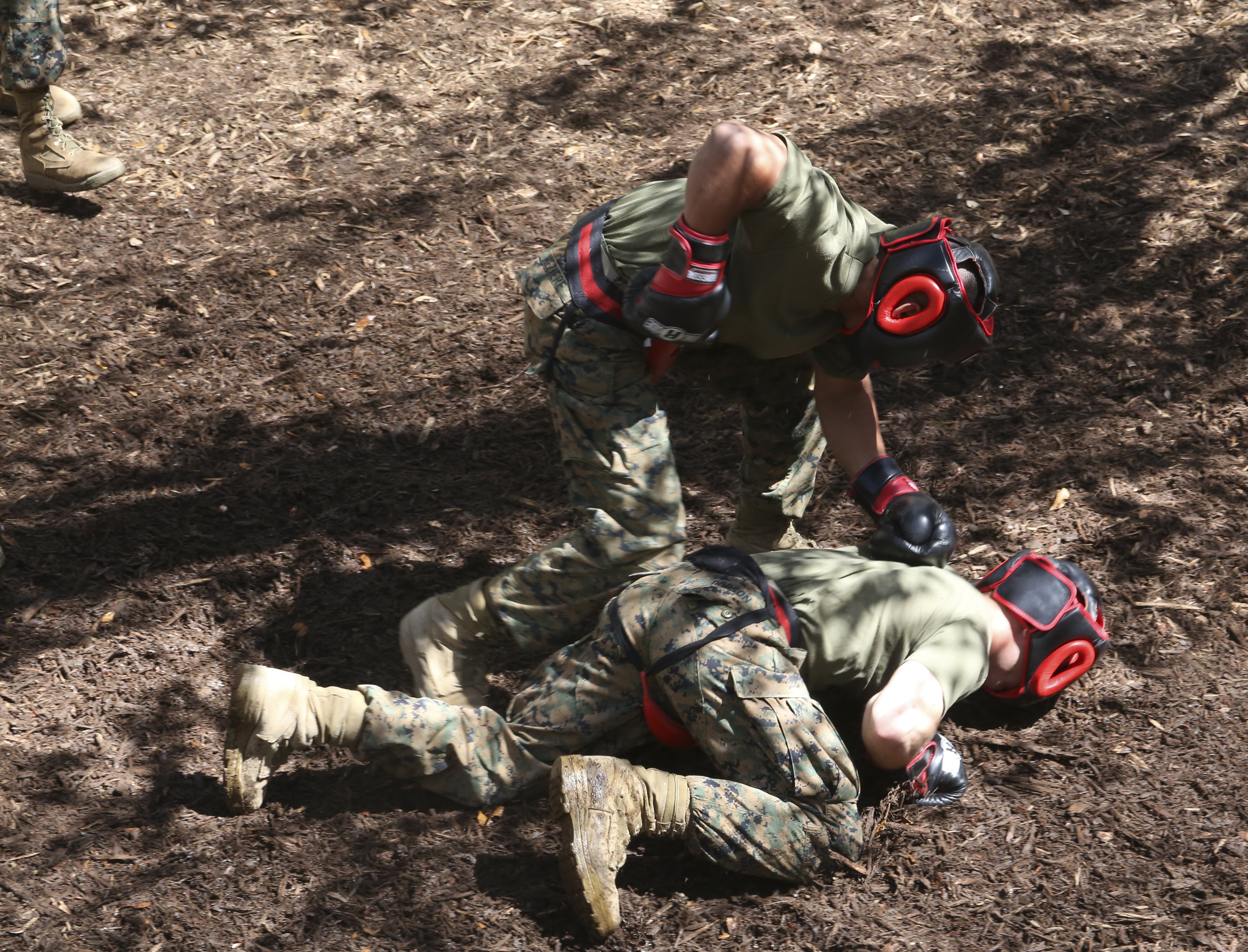
U.S. Marine Recruits participate in 30 second body sparring bouts during the event "Battle of Belleau Wood" as part of The Crucible 2014
USMC Gunnery Sgt. leads his Marines on a run to the obstacle course 2011.
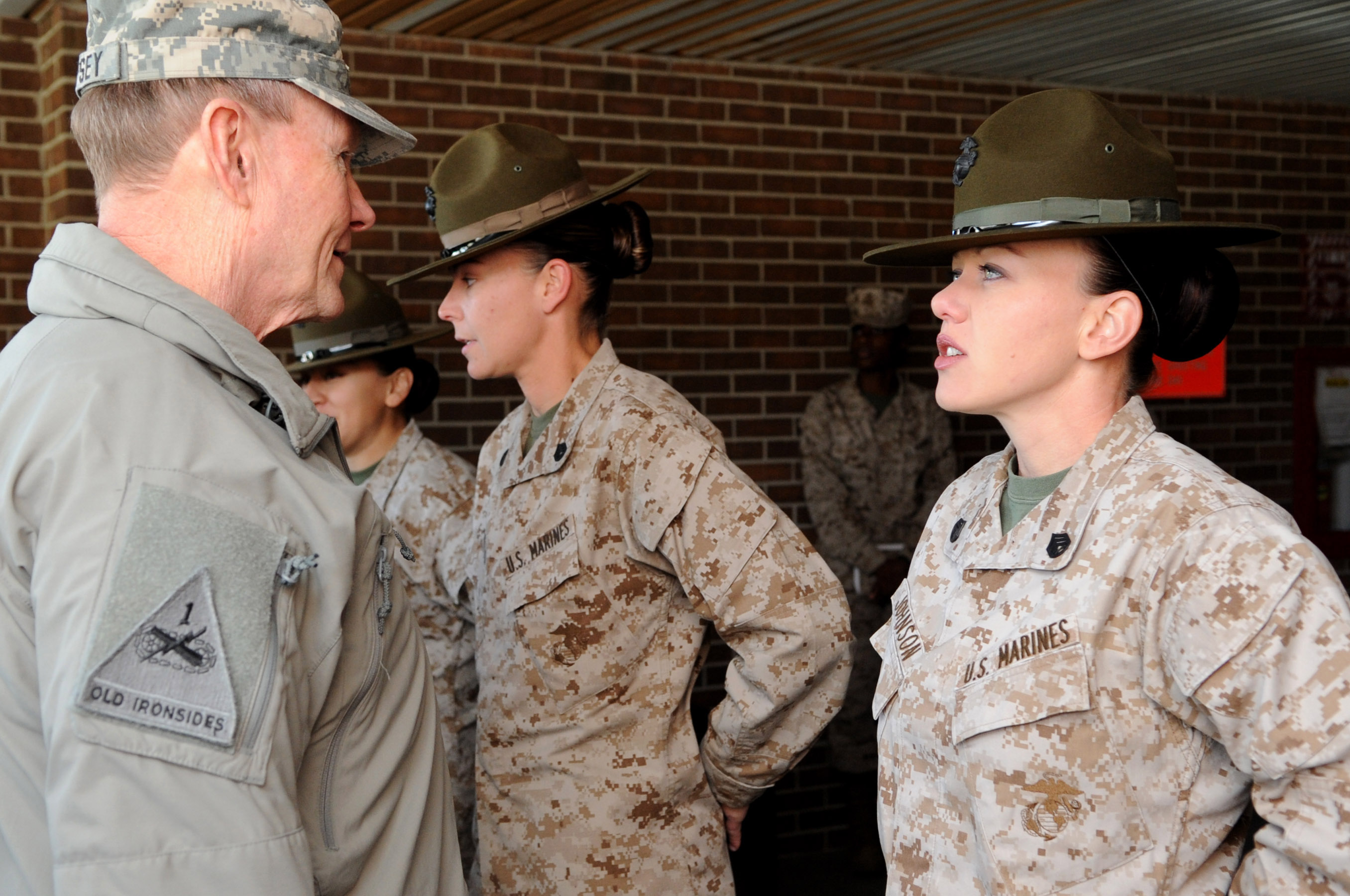
U.S. Army Gen. Martin E. Dempsey the chairman of the Joint Chiefs of Staff, talks with USMC Staff Sgt. Melissa Johnson, a drill instructor 2013
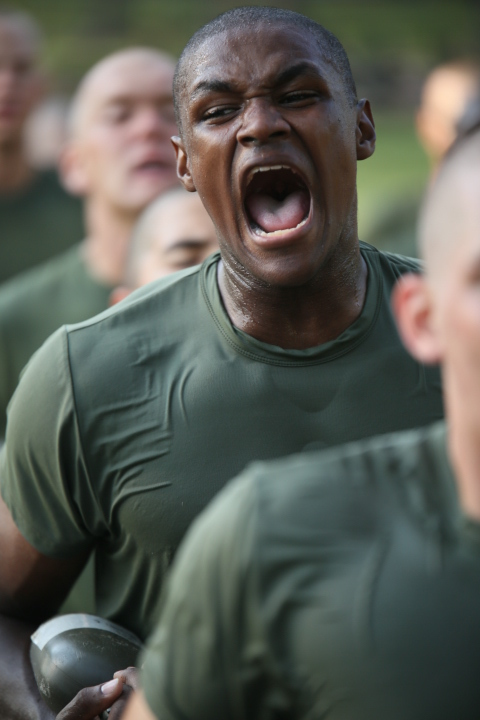
USMC Recruit sounds off during training at MCRDPI 2014
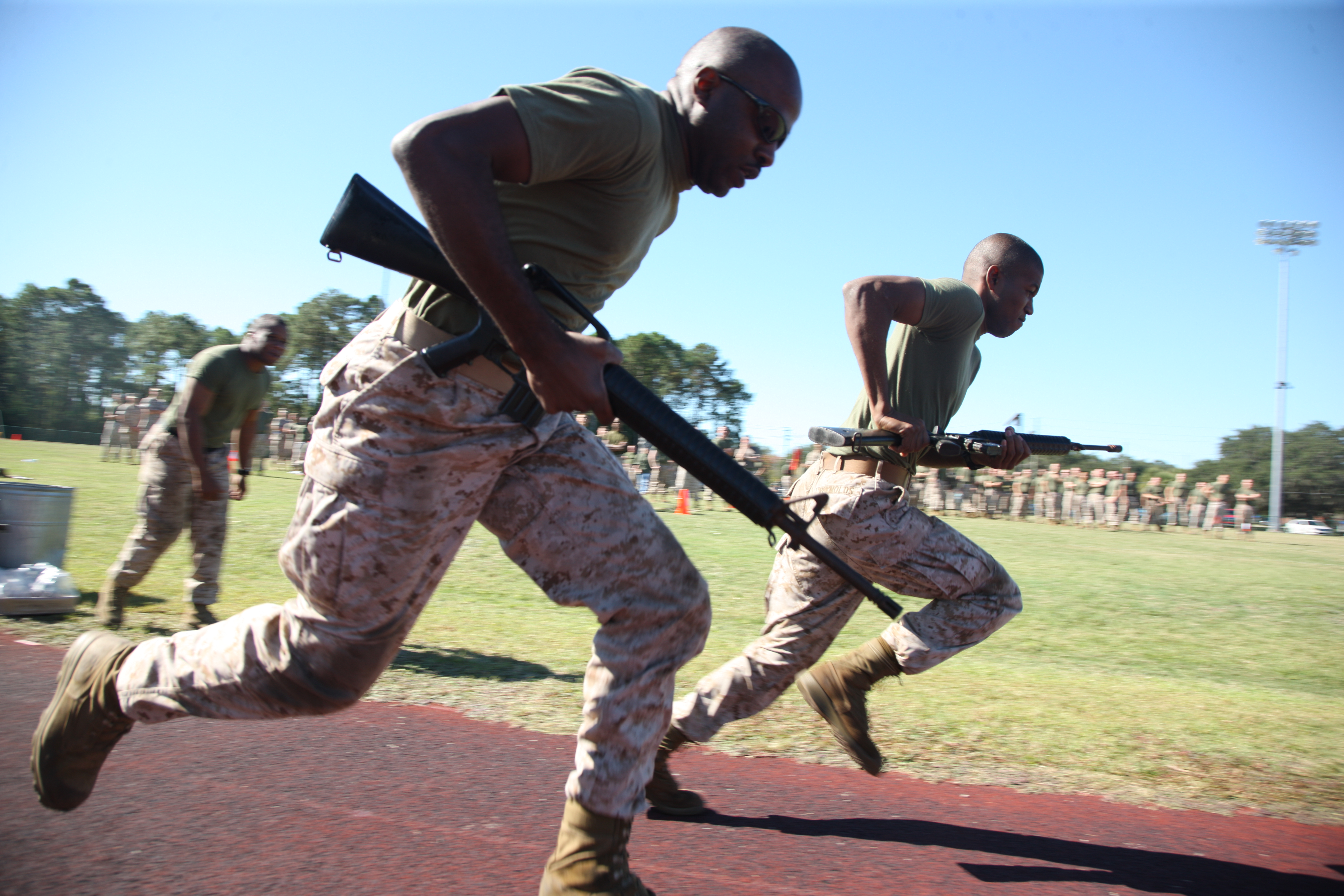
USMC from HQ and Svc Bon participate in a relay race 2010
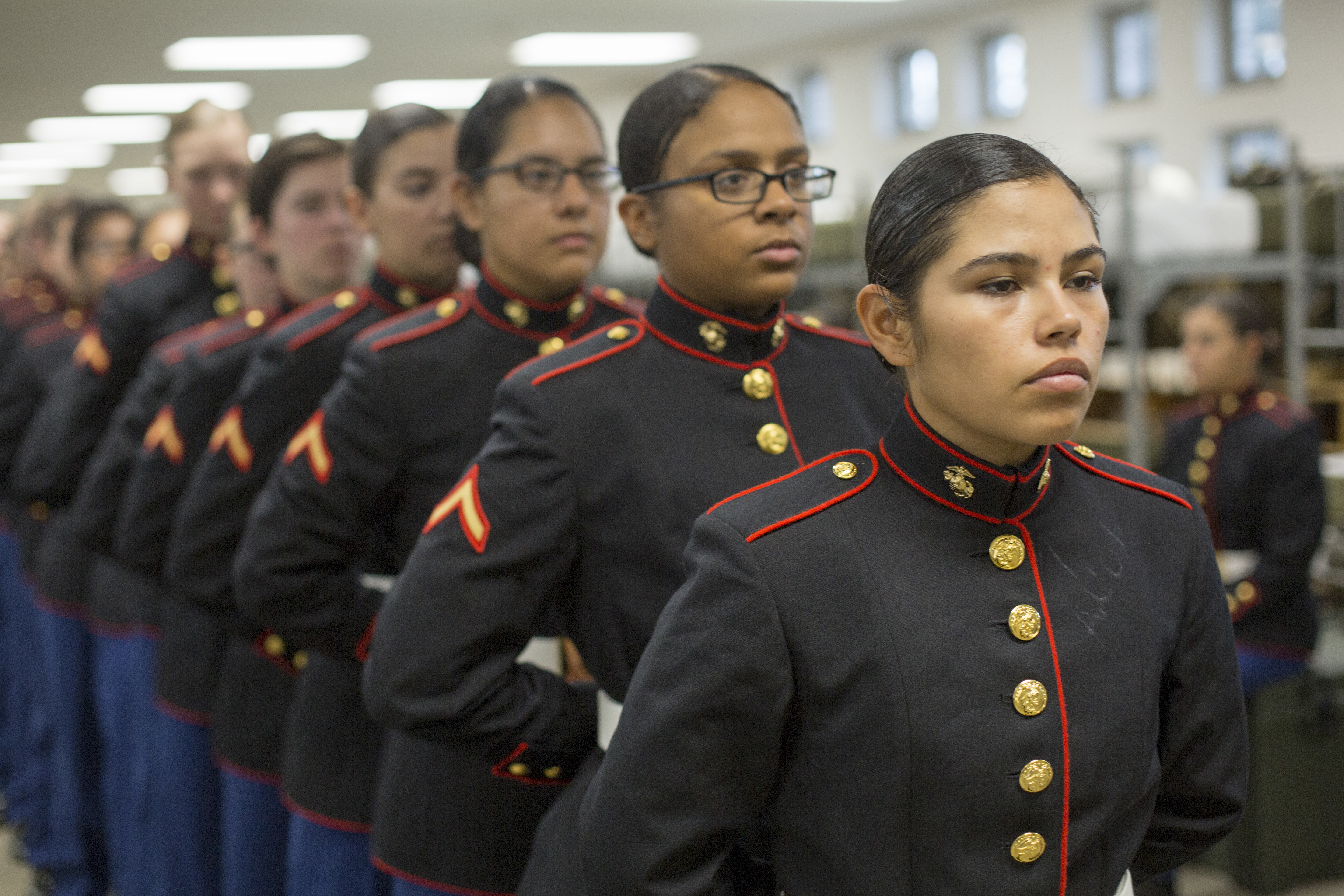
MCRDPI marines, 4th Recruit Training Battalion wait to have their uniforms examined
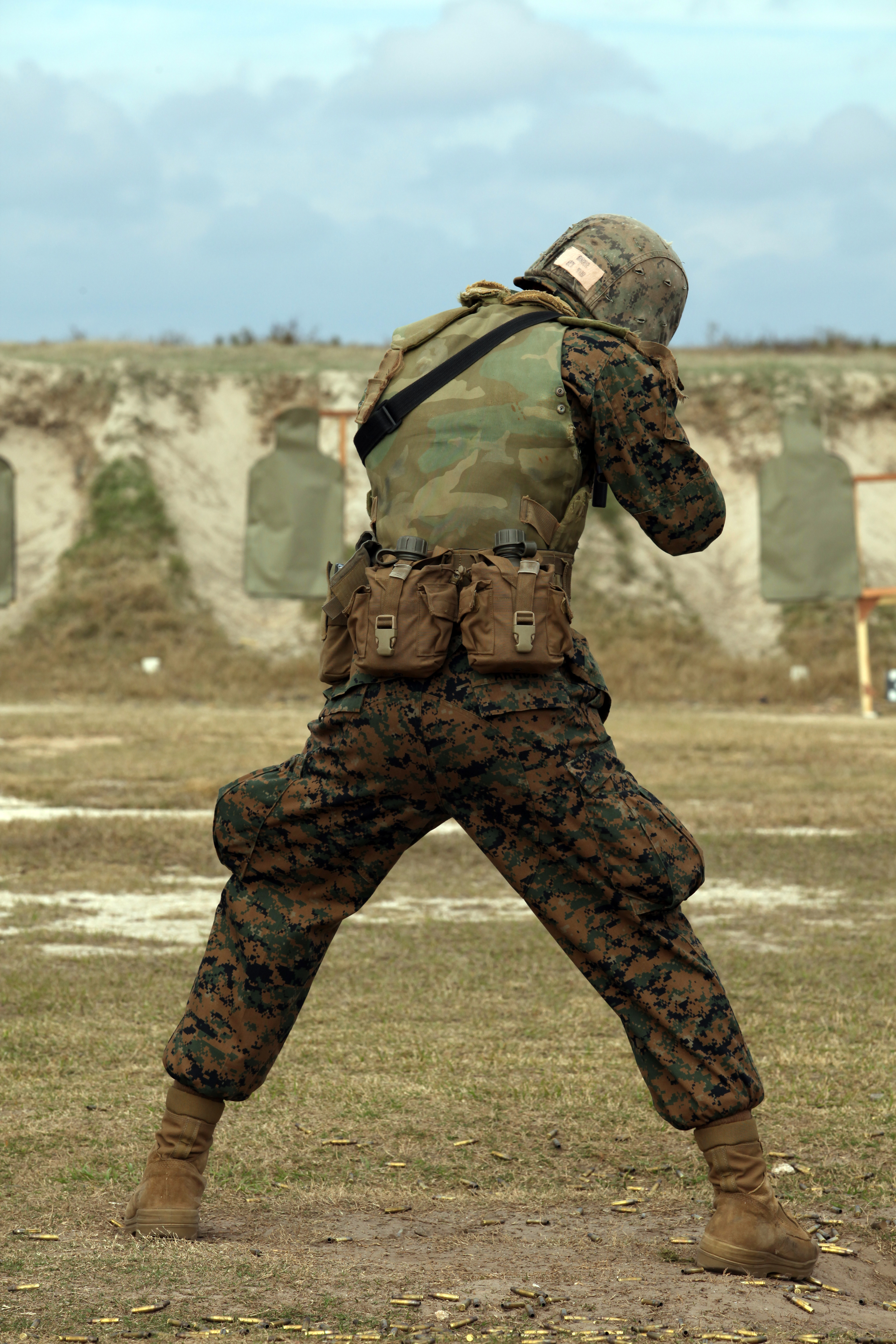
USMC recruit prepares to fire an M16/A4 MCRDPI 2013
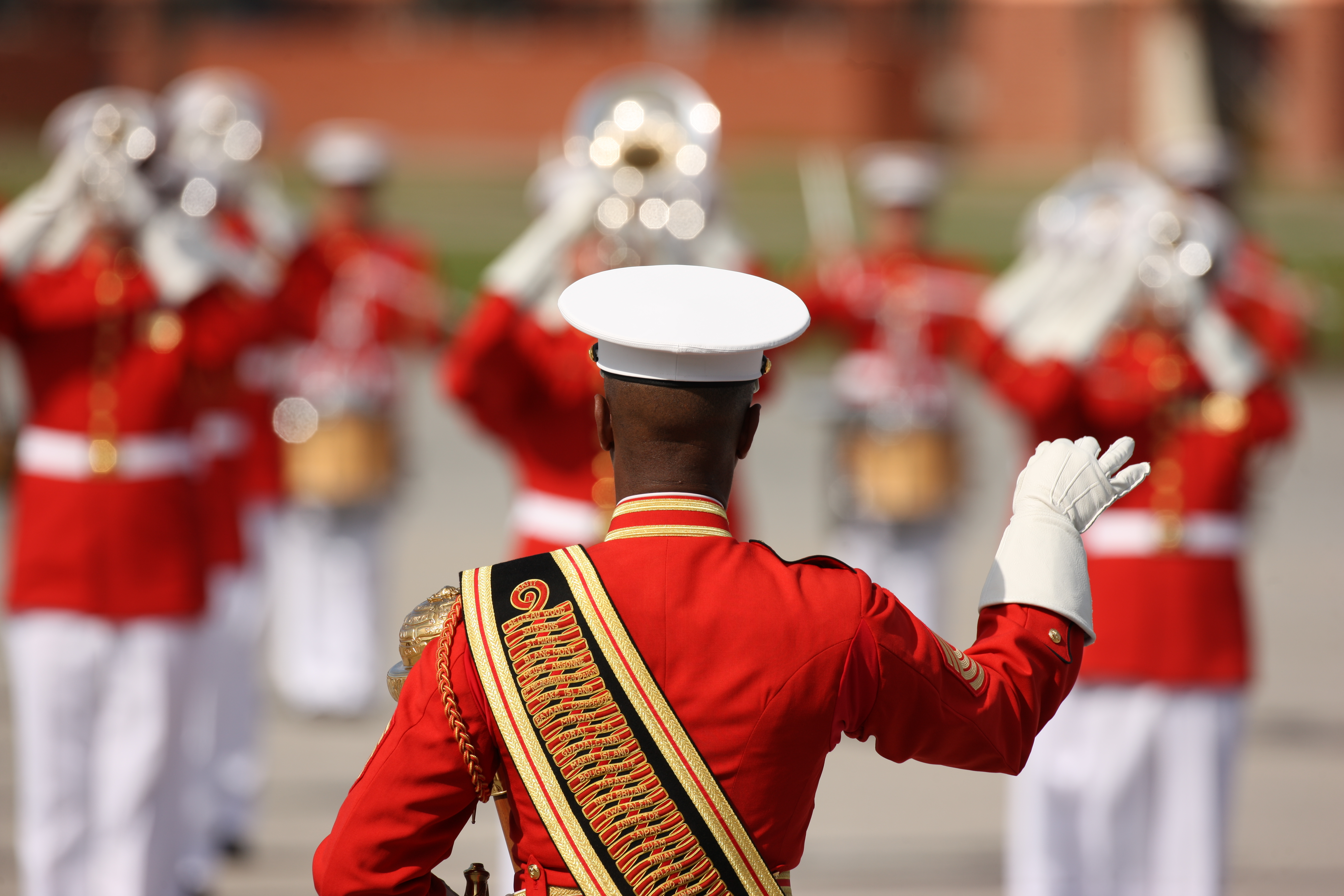
USMC Master Gunnery Sgt. leads the United States Marine Drum and Bugle Corps during a Battle Colors Ceremony
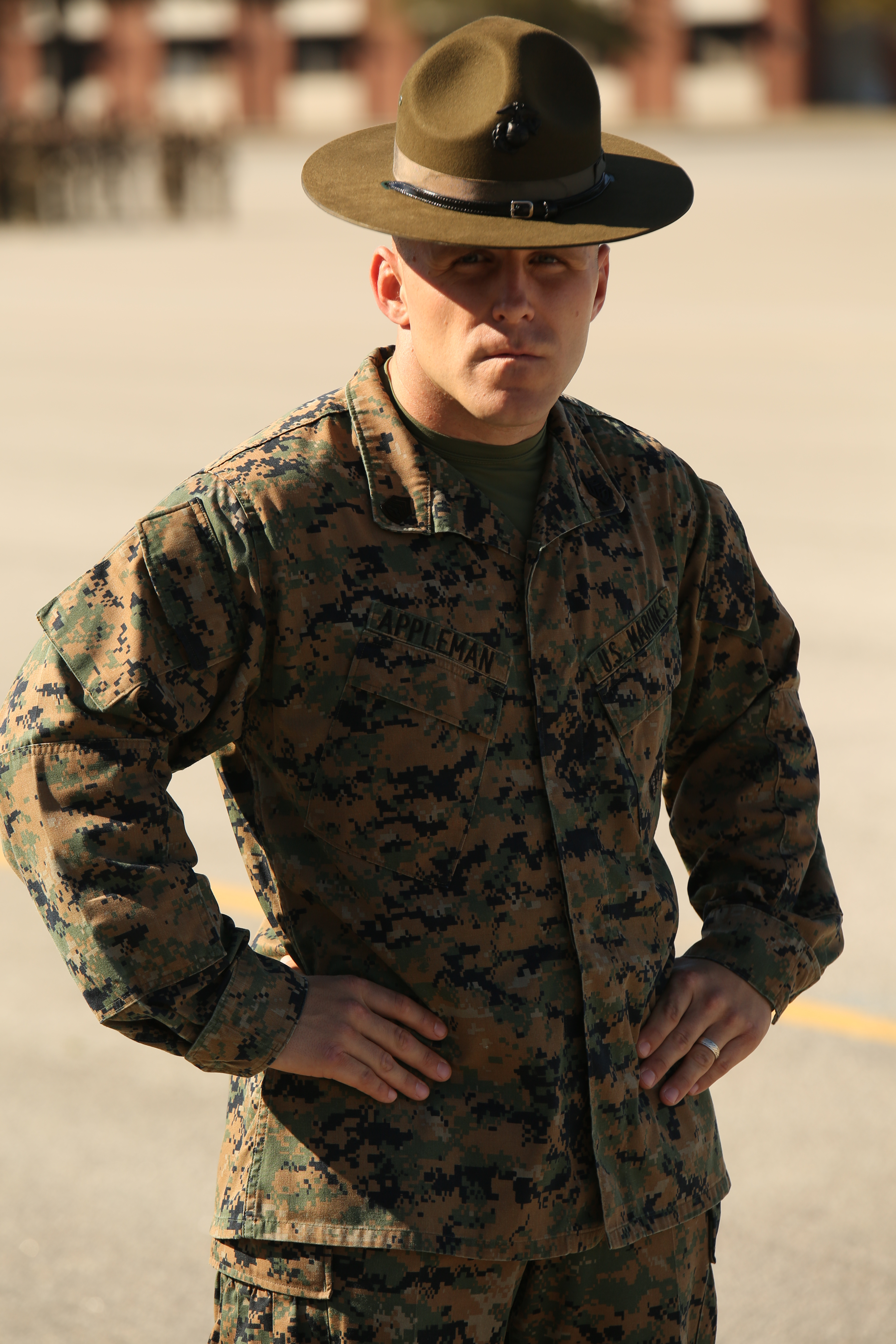
Gunnery Sgt., chief drill instructor MCDRPI 014

## Culture populaire

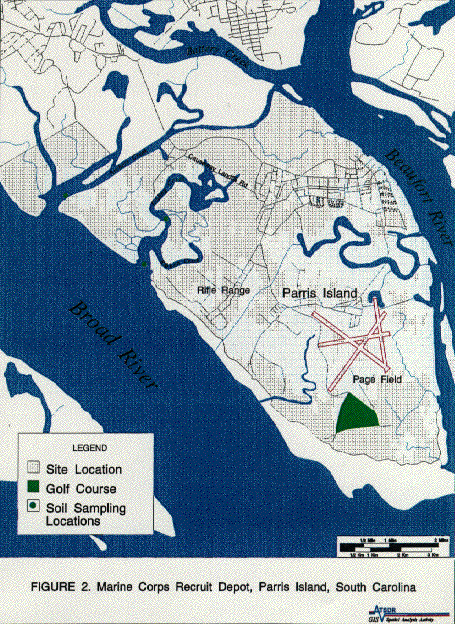
Vue aérienne de Parris Island

### Films
- Parris Island est décrit dans le film The D.I. (en) (1957), produit et réalisé par Jack Webb
- Parris Island est décrit de manière très réaliste dans le fameux film de Stanley Kubrick Full Metal Jacket (1987), qui raconte l'histoire de R. Lee Ermey un drill instructor ("DI") légendaire. Ermey, DI à San Diego fut le conseiller technique du film[3]

### Télévision
- Dans la série JAG, l'épisode intitulé "Boot" a été tourné au MCRD[4]
- Parris Island fut le lieu de tournage de plusieurs flashbacks dans la sécurité télé Revolution[5]

### Musique
- La chanson Goodnight Saigon de Billy Joel parle de la base d'entrainement du Corps des Marines à plusieurs reprises (“We met as soulmates on Parris Island” - nous nous sommes trouvés comme des frères à Parris Island).